# Seremban
Seremban es una ciudad de Malasia fundada en 1870. Es la capital del estado de Negeri Sembilan, situado en la zona occidental de Malasia Peninsular. Tiene una población de 555.935 habitantes y se encuentra a 79 m s. n. m.